# 2007 VK184
2007 VK184 là một tiểu hành tinh có kích thước nhỏ hơn km, được phân loại là vật thể gần Trái Đất của nhóm Apollo và được ước tính là khoảng 130 mét (430 ft) đường kính. Nó được liệt kê trên Bảng rủi ro Sentry với thang điểm Torino là 1. Xếp hạng thang điểm Torino là 1 là một khám phá thông thường trong đó một đường chuyền gần Trái Đất được dự đoán sẽ không gây ra mức độ nguy hiểm bất thường nào.

## Sự miêu tả
2007 VK184 được phát hiện vào ngày 12 tháng 11 năm 2007, bởi Khảo sát bầu trời Catalina. Nó đã được Mauna Kea thu hồi vào ngày 26 tháng 3 năm 2014, và bị xóa khỏi Bảng rủi ro Sentry vào ngày 28 tháng 3 năm 2014. Đến ngày 4 tháng 1 năm 2008, với vòng cung quan sát là 52 ngày, có 1 trên 2700 cơ hội tác động với Trái Đất vào ngày 3 tháng 6 năm 2048. Bảng rủi ro Sentry, sử dụng vòng cung quan sát trong 60 ngày, cho thấy tiểu hành tinh có cơ hội 1 vào năm 1820 (0,055%) tác động đến Trái Đất vào ngày 3 tháng 6 năm 2048. Kể từ khi phục hồi tháng 3 năm 2014, được biết rằng tiểu hành tinh sẽ vượt qua 0,013 AU (1.900.000 km; 1.200.000 mi) từ Trái Đất vào ngày 2 tháng 6 năm 2048.

### Tiếp cận 2014
Trước khi tiếp cận gần năm 2014, tiểu hành tinh này có vòng cung quan sát khiêm tốn trong 60 ngày, và quỹ đạo không chính xác của tiểu hành tinh này rất phức tạp khi tiếp cận gần với Trái Đất, Sao Kim và Sao Hỏa. Vào ngày 23 tháng 5 năm 2014, tiểu hành tinh đã vượt qua 0,17 AU (25.000.000 km; 16.000.000 mi) từ Trái Đất  và đạt cường độ biểu kiến ~ 20,8. Đúng như dự đoán, cách tiếp cận gần cho phép các nhà thiên văn học phục hồi tiểu hành tinh vào ngày 26 tháng 3 năm 2014 và tinh chỉnh tỷ lệ xảy ra vụ va chạm trong tương lai. Khi tiểu hành tinh đến gần Trái Đất hơn, sự không chắc chắn về vị trí sẽ trở nên lớn hơn. Bằng cách phục hồi tốt tiểu hành tinh trước khi tiếp cận gần nhất, bạn có thể tránh tìm kiếm một vùng rộng lớn hơn trên bầu trời. Hầu hết các tiểu hành tinh được xếp hạng 1 trên Thang đo Torino sau đó bị hạ xuống 0 sau khi có nhiều quan sát hơn xuất hiện.
Đánh giá rủi ro được tính toán dựa trên đường kính 130 mét. Người ta ước tính rằng, nếu nó từng tác động đến Trái Đất, nó sẽ đi vào bầu khí quyển với tốc độ 19,2   km / s và sẽ có động năng tương đương 150 megaton TNT. Giả sử bề mặt mục tiêu là đá trầm tích, tiểu hành tinh sẽ tác động lên mặt đất với lượng tương đương 40 megatons TNT và tạo ra 2,1 kilômét (1,3 mi) miệng hố va chạm. Các tiểu hành tinh có đường kính khoảng 130 mét dự kiến sẽ tác động đến Trái Đất cứ sau 11000 năm hoặc lâu hơn.
Vào ngày 26 tháng 11 năm 2014, các quan sát bổ sung đã được thực hiện nhằm loại trừ khả năng xảy ra ảnh hưởng từ sao chổi này vào năm 2048.